# Iphiaulax declinatus
Iphiaulax declinatus är en stekelart som beskrevs av Cameron 1907. Iphiaulax declinatus ingår i släktet Iphiaulax och familjen bracksteklar. Inga underarter finns listade i Catalogue of Life.